# Aleksander Stecki
Aleksander Stecki Olechnowicz Radwan (ur. ok. 1841 Sielągowsk, zm. 22 stycznia 1899 we Lwowie) – powstaniec styczniowy 1863 roku, oficer w.p. w stopniu porucznika, rządca dóbr. 

## Życiorys
Urodził się około 1841 roku w Sielągowsku. Od 1863 roku brał udział w powstaniu styczniowym i walczył jako porucznik Wojsk Narodowych Polskich w oddziale Dionizego Czachowskiego.  
6 listopada 1863 r. w bitwie pod Krępą (miejscowość Krępa Kościelna) odniósł dziewiętnaście ran z których niezupełnie został wyleczony. Miał przestrzelone piersi. Po śmierci Dionizego Czachowskiego we wsi Jawor Solecki, który jest położony o milę od Krępy Kościelnej, przeszedł pod dowództwo do oddziału Walerego Wróblewskiego.
Po powstaniu przeszedł rekonwalescencję i zamieszkał we Lwowie gdzie zmarł nagle 22 stycznia 1899 roku w 36 rocznicę wybuchu powstania styczniowego.